# Amblyiulus aharonii
Amblyiulus aharonii är en mångfotingart som först beskrevs av Karl Wilhelm Verhoeff 1914.  Amblyiulus aharonii ingår i släktet Amblyiulus och familjen kejsardubbelfotingar. Inga underarter finns listade i Catalogue of Life.